# Ordinamenta et consuetudo maris
Gli Ordinamenta et Consuetudo maris edita per consules civitatis Trani, conosciuti anche come “Statuti marittimi”, sono un corpo normativo di diritto marittimo, promulgati nel 1063 nella città di Trani per volere del conte normanno Pietro di Trani. Sono considerati il più antico codice marittimo del Mediterraneo nel Medioevo.
Il codice è composto da 32 capitoli scritti in lingua volgare, tranne parte dell'incipit in latino. All'interno vi sono racchiuse le norme che regolavano la navigazione, il trattamento economico dei marinai e dei ritrovamenti in mare, le regole dei nocchieri, degli scrivani e il contratto del noleggio. Negli Ordinamenta Maris viene considerata, per la prima volta nella storia della navigazione, la figura del marinaio fino a quel momento ritenuto un semplice schiavo al servizio del padrone: nel codice il marinaio acquista una propria dignità, diventando a tutti gli effetti un lavoratore che necessita di tutela.

## Storia
(Ordinamenta et Consuetudo Maris, incipit)
Come si evince dall'incipit del corpo normativo, gli Ordinamenta vennero promulgati da tre notabili della città, i "consoli in arte del mare" Simone De Brado, Angelo de Bramo e Nicola de Ruggiero. La data di promulgazione sarebbe anteriore a quella delle Tavole amalfitane, considerate il più antico codice marittimo in Italia. Stando alla datazione presente nell'incipit, gli Statuti sarebbero stati promulgati sotto il governo del conte normanno Pietro,figlio di Amico di Altavilla, non citato però nel corpo legislativo.
Gli Ordinamenta comparvero per la prima volta nel 1507, editi a Venezia in appendice agli Statuti del comune di Fermo (Statuta Firmanorum). Una seconda edizione degli Statuti venne stampata a Fermo in una seconda stampa nel 1561, con gli Ordinamenta sempre in appendice.
Vennero scoperti dall'avvocato francese Jean-Marie Pardessus, che li inserì nella sua “Collection de lois maritimes antérieures au XVIII siècle” del 1839, attribuendoli erroneamente in un primo tempo alla città campana di Atrani.
Malgrado la disputa sull'effettiva datazione, gli Ordinamenta vengono comunque considerati come uno dei codici marittimi di riferimento nella storia del diritto marittimo, tanto da essere citati nella sentenza, emanata nel 1999 dalla quarta Corte d'Appello degli Stati Uniti d'America, sulla controversia relativa al recupero del celebre transatlantico Titanic: gli Ordinamenta vengono accomunati insieme ad altri antichi codici del diritto marittimo come esempio di "Ius gentium" per ciò che concerne la libertà del mare e la mancanza di giurisdizione degli Stati sulle acque internazionali

## Controversie sulla datazione
Fin dalla pubblicazione dell'opera del Pardessus il parere sulla veridicità della datazione del documento non è stato affatto unanime, con gli storici divisi tra favorevoli al primato temporale degli Ordinamenta su ogni altro analogo documento di legislazione marittima nel Mediterraneo e contrari, propendenti per date successive.
Le principali obiezioni sulla conferma della data del 1063 si basano, oltre che su argomenti inerenti al contesto storico, sull'assoluta mancanza di citazioni e di testimonianze storiche di un così importante documento prima della scoperta del Pardessus nel XIX secolo e sulla lingua e la forma giuridica degli Ordinamenta.
Prima dell'opera del Pardessus, gli Ordinamenta Maris non vennero mai menzionati in nessun documento, in nessuna opera di storici locali, ad esempio nelle opere compilative dello storico tranese Forges Davanzati, né tantomeno da raccolte e annali legislativi del Regno di Napoli.
Per quanto riguarda la lingua degli Ordinamenta, essa non corrisponde in alcun modo al volgare dell'XI secolo, di cui costituirebbe uno dei primi documenti nella storia della lingua italiana. Il vocabolario del documento è ricco di termini posteriori al 1063, compresi termini in lingua veneziana. La consuetudine di redigere documenti ancora in latino nell'XI secolo allontanerebbe definitivamente l'associazione della lingua utilizzata negli Ordinamenta ad un esempio di volgare medievale. Malgrado la tesi secondo cui gli Ordinamenta sarebbero stati redatti proprio in volgare poiché destinati alla marineria e ai commercianti, l'ipotesi più plausibile è quella che considera la forma a noi pervenuta come una traduzione di un copista di epoche successive: a riprova di questa ipotesi tra la prima versione e la seconda vi sono discrepanze lessicali e grammaticali dovute più che altro al cambiamento dei canoni linguistici nel corso del XVI secolo.
L'ipotesi di una traduzione e di un adattamento di un codice in latino renderebbe possibile conciliare sia l'ipotesi della redazione nel 1063 sia tutte le contraddizioni linguistiche come l'uso del “denaro” come unità monetaria (non attestata nell'XI secolo) e di numerosi termini appartenenti all'influenza veneziana.
Tra i principali elementi nel contenuto degli Ordinamenta che giocano a sfavore della datazione del 1063 vi sono l'utilizzo dei cognomi patronimici, non attestato in nessun documento dell'epoca prima del XIII secolo e il riferimento ai pellegrinaggi a Santiago di Compostela (San Jacomo nel testo) nel capitolo XI, quando il primo pellegrinaggio partito dalla Puglia è documentato intorno al 1150 e la costruzione della Cattedrale di Santiago ad opera del vescovo Diego Gelmírez è contemporanea alla presunta datazione del 1063
Altro argomento su cui si è lungamente dibattuto è l'istituto della “defensa”, ovvero una formula che il marinaio aveva diritto invocare in sua difesa in caso di aggressione da parte del suo padrone o capitano, avendo in questo modo garantita la sua incolumità in nome dell'autorità sovrana. La “defensa” è presente sia negli Ordinamenta che nelle Costituzioni di Melfi promulgate da Federico II di Svevia nel 1232.
(Ordinamenta et Consuetudo Maris, articolo XXVIII)
Il confronto tra le due espressioni , l'esatta regolamentazione e attuazione della norma e il confronto con altri codici marittimi, come i Rôles d'Oléron francesi del XII secolo e il Consolat de mar (Consolato del Mare) redatto a Barcellona nel XIV secolo ma contenente norme risalenti all'XI secolo, è stato utilizzato sia dai promotori della datazione più antica che dagli storici che propongono una datazione posteriore: i primi sostengono che la defensa degli Ordinamenta, proveniente da consuetudini e da normative presenti nel diritto bizantino, sia anteriore a quella Melfitana (per qualche storico addirittura potrebbe esserne l'ispiratrice) in quanto prevede la possibilità della legittima difesa e appare meno evoluta dal punto di vista giuridico, in quanto non prevede la presenza di testimoni e la necessità di ripetere tre volte la formula. Proprio questi elementi sono invece addotti dalla parte avversa come prova della posteriorità degli Ordinamenta rispetto alla Costituzione federiciana.
Infine il contesto storico ha suscitato parecchie controversie: la promulgazione di un codice senza indicazione del sovrano regnante e con elementi nel testo che farebbero presupporre la presenza di una qualche forma di ordinamento comunale con consoli eletti è stata per un certo periodo considerata come la prova di autonomia della città di Trani nel periodo che va dalla discesa dei normanni in Puglia nel 1042 alla definitiva conquista della città da parte di Roberto il Guiscardo nel 1073. In realtà in quel periodo vi fu alternanza tra diversi conti normanni degli Altavilla, in lotta con gli altri conti pugliesi appartenenti allo stesso nucleo familiare. La presenza di alcuni documenti ufficiali pubblicati in questo lasso di tempo che recano il titolo dell'imperatore bizantino dell'epoca denotano se non un dominio diretto da parte dell'autorità bizantina una qualche forma di influenza o di protezione, cessata definitivamente nel 1073 con l'affermazione del potere normanno.
Se la presenza del termine Comune o il richiamo ad istituzioni cronologicamente successive come il “Mastro Giurato” potrebbero essere ascritte alle mutazioni linguistiche dovute alla trascrizione del testo in epoche successive, è ancora aperto il dibattito sull'istituzione dei “consoli in arte del mare”.
Se alcuni studiosi hanno associato questa carica alla presenza di Corporazioni di arti e mestieri, quindi relative ad epoche successive rispetto all'XI secolo, altri hanno posto l'attenzione sulla assoluta mancanza della carica di console nelle istituzioni comunali in Italia prima del XII secolo, salvo in alcuni comuni toscani come Pisa e Lucca in epoche congruenti a quella degli Ordinamenta. Nell'Italia meridionale il titolo di console è stato attestato al più presente nei principati longobardi ma sempre associati al titolo di “dux”.
Sulla attribuzione ad uno dei tre consoli del titolo di “conte”, la critica storica ha accettato la tesi della natura non araldica di questo titolo ma mutazione di “comito”, termine indicante l'attività imprenditoriale marittima. Nella vicina Siponto, importante centro portuale nella Puglia medievale, è attestata però la presenza di un “comito” in un documento del 1064, così come sempre a Siponto è attestata in una carta del 972 la presenza di un “cornitatu”, considerato come una dignità autonoma di natura politica o commerciale.
In passato altri storici hanno proposto diverse date alternative, tutte posteriori al 1063. 
La principale tesi di datazione alternativa ancora accreditata è quella del 1363, che sarebbe comprovata dall'associazione della prima indizione (che ricorre anche in questa data oltre che al 1063) e da sporadici casi in cui in alcuni documenti del XIV secolo viene omesso il termine indicante le centinaia nella data riportata nell'indice, oltre che da un contesto storico ritenuto più appropriato, con la ripresa dei commerci marittimi dopo la crisi del trecento e la guerra di successione per il trono di Napoli. Errata invece l'associazione del Conte Nicola de Ruggero con l'omonimo giustiziere di Roberto di Taranto, signore della città verso la fine del XIV secolo.

## Trani e gli Ordinamenta
La città di Trani ha sempre considerato motivo di vanto i suoi Ordinamenta fin dall'epoca della loro scoperta, con gli storici locali come Beltrani protagonisti di una strenua difesa della datazione più antica.
Il primo tributo in onore del famoso codice è stato il sipario del Teatro comunale ad opera del pittore Biagio Molinaro nel 1863. Malgrado il Teatro sia stato demolito in epoca successiva, il sipario è ancora conservato in una sala nella scuola elementare De Amicis. Il sipario rievoca la promulgazione degli Statuti, malgrado vi siano elementi anacronistici, come ad esempio la Cattedrale sullo sfondo, la cui costruzione non era neanche iniziata considerando la data più antica di promulgazione degli Ordinamenta.
In occasione del novecentesimo anniversario degli Ordinamenta nel 1963, venne inaugurato un bassorilievo in bronzo sempre rievocante la scena della promulgazione. Il monumento è stato recentemente restaurato e ripulito in occasione del novecentocinquantesimo anniversario, nel 2013. Nel 1968 vennero invece poste all'ingresso della Villa Comunale dieci tavole in marmo con su inciso il testo degli Statuti. Un'opera analoga, composta di 5 pannelli in marmo contornati da una cornice in rame che ricorda le assi di legno di un vascello, è stata collocata nel 2011 in piazza Campo dei Longobardi in occasione del suo rifacimento.
Nel 2013 la città ha scelto di festeggiare il novecentocinquantesimo anniversario con una serie di eventi, conferenze di carattere storico-giuridico, diverse mostre artistiche e fotografiche e concorsi destinati a studenti e architetti per il progetto di un'opera ispirata agli Statuti Marittimi: tra i diversi eventi, concentrati nel periodo estivo, la prima edizione del "Palio dei quartieri", ovvero una regata storica nel porto tra gli equipaggi di quattro tra le Confraternite storiche della città.
Infine dal 2011, nell'ambito della consegna delle Civiche Benemerenze, è stato ufficialmente istituito il premio Ordinamenta Maris, concesso a personaggi, enti, società ed istituzioni che con la loro attività e la loro opera illustrano ed onorano la città di Trani.